# Politikens filmjournal 100
Politikens filmjournal 100 er en dansk ugerevy fra 1951.

## Handling
1) Belgien: Kong Baudouin tages i ed som konge af Belgien.

2) Færgeruten Gedser-Grossenbrode indvies. Bl.a. trafikminister Viktor Larsen, generaldirektør Therkelsen og den tyske trafikminister Dr. Seebom deltager.

3) Korea: Fredsforhandlinger i Kaesong i forbindelse med Koreakrigen.

4) England: Sugar Ray Robinsons banemand Randolph Turpin fejrer boksesejren i hjembyen Leamington.

5) USA: Skovhugger-konkurrence i Oregon.

3) Spanien: Rumænsk prins viser halsbrækkende kunstflyvning. General Francos hustru overværer luftakrobatikken.